# Sharon Rendle
Sharon Susan Rendle (* 18. Juni 1966 in Kingston upon Hull) ist eine ehemalige britische Judoka, die 1987 und 1989 Weltmeisterin war.

## Sportliche Karriere
Rendle war meist im Halbleichtgewicht aktiv, der Gewichtsklasse bis 52 kg. 1985 und 1986 war sie britische Meisterin. Bei den Judo-Weltmeisterschaften 1986 unterlag sie im Halbfinale der Japanerin Kaori Yamaguchi, nach zwei Siegen in der Hoffnungsrunde erhielt Rendle die Bronzemedaille. 1987 gewann Rendle auch bei den Europameisterschaften eine Bronzemedaille. Bei den Judo-Weltmeisterschaften 1987 in Essen besiegte sie im Halbfinale die Französin Dominique Brun und im Finale die Japanerin Kaori Yamaguchi. 1988 fanden bei den Olympischen Spielen in Seoul im Rahmen der Demonstrationssportarten Wettkämpfe im Frauen-Judo statt, im Halbleichtgewicht siegte im Finale Sharon Rendle gegen Dominique Brun.
Bei den Europameisterschaften 1989 unterlag Rendle frühzeitig der Polin Joanna Majdan, kämpfte sich aber mit drei Siegen in der Hoffnungsrunde zur Bronzemedaille durch. Fünf Monate später siegte Rendle bei den Judo-Weltmeisterschaften 1989 in Belgrad im Finale gegen die Italienerin Alessandra Giungi. 1990 gewann Rendle das Finale bei den Europameisterschaften gegen die Ungarin Katalin Parragh. Bei den Judo-Weltmeisterschaften 1991 unterlag Rendle im Finale der Italienerin Giungi. Bei der olympischen Premiere des Frauen-Judo 1992 in Barcelona unterlag Rendle im Viertelfinale der Spanierin Almudena Muñoz, mit Siegen über die Argentinierin Carolina Mariani und die Niederländerin Jessica Gal sicherte sich Rendle eine Bronzemedaille. Bei den Judo-Weltmeisterschaften 1993 unterlag sie im Halbfinale der Kubanerin Legna Verdecia, den Kampf um die Bronzemedaille gewann die Japanerin Wakaba Suzuki, so dass Rendle den fünften Platz belegte.
1995 verlor Sharon Rendle im Viertelfinale der Europameisterschaften gegen die Französin Laëtitia Tignola. Mit zwei Siegen erreichte Rendle den Kampf um Bronze, den sie gegen die Spanierin Muñoz gewann. Bei den Judo-Weltmeisterschaften 1995 unterlag Rendle der Kubanerin Verdecia im Achtelfinale, nach vier Siegen in der Hoffnungsrunde erhielt Rendle die Bronzemedaille. 1996 gewann Rendle das Finale der Europameisterschaften gegen Alessandra Giungi. Bei den Olympischen Spielen 1996 verlor Rendle ihren ersten Kampf und schied aus.